# Top Thrill 2
Top Thrill 2 (w latach 2003–2021: Top Thrill Dragster) – stalowa kolejka górska typu strata coaster firmy Intamin w parku Cedar Point w Stanach Zjednoczonych, działająca od 4 maja 2003 roku do 15 sierpnia 2021 roku, a następnie od 4 maja 2024 roku. Po zamknięciu jej większego odpowiednika – Kingda Ka – jest to druga najszybsza (193,1 km/h) i najwyższa (128 m) kolejka górska świata. 

## Modernizacja i problemy techniczne

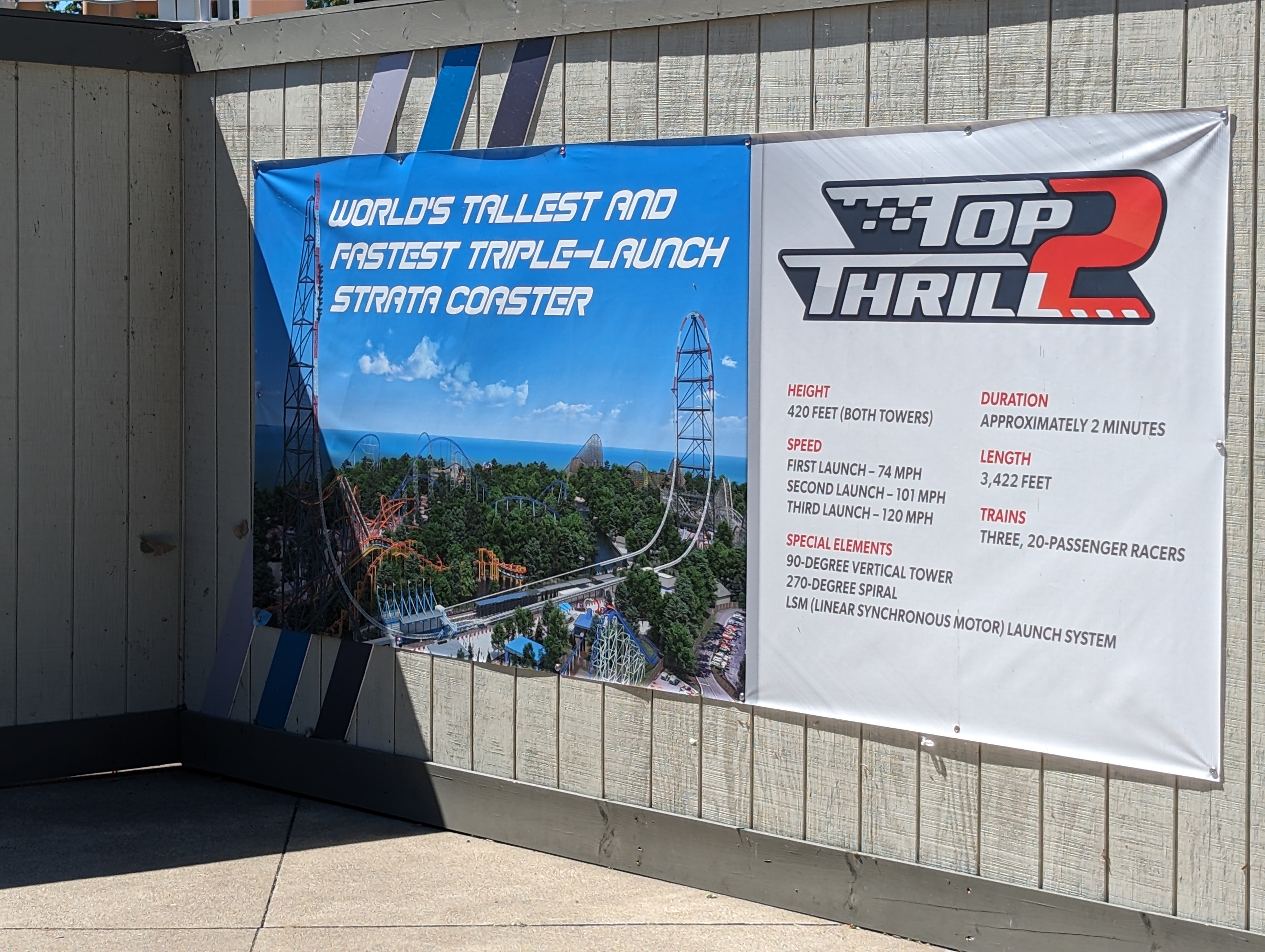
Banner reklamujący modernizację kolejki.

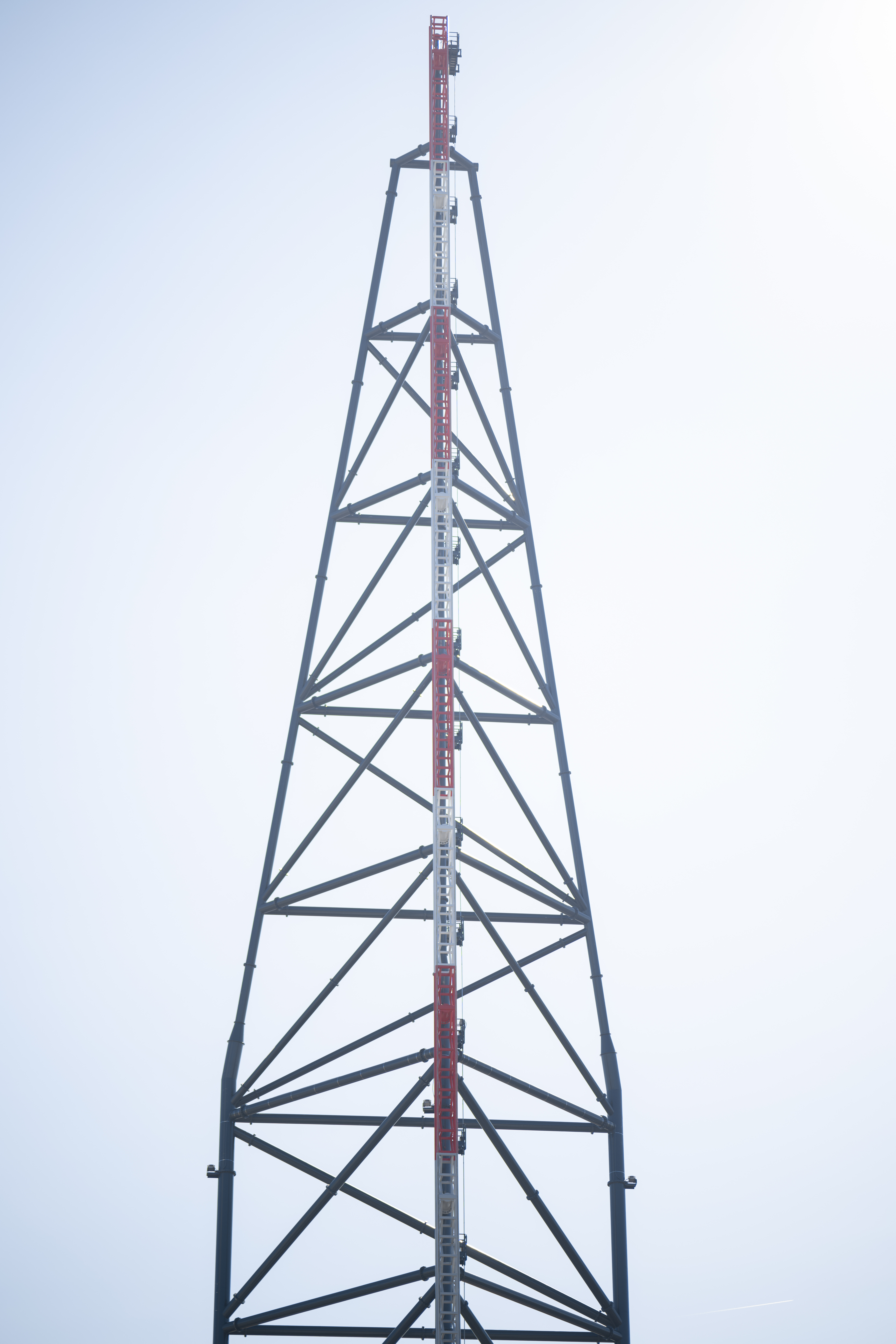
Drugie wzniesienie dodane po modernizacji kolejki.

Roller coaster został przebudowany w latach 2022–2024 przez włoską firmę Zamperla, zajmującą się dotychczas budową urządzeń rozrywkowych, w tym znacznie mniejszych od Top Thrill Dragster kolejek górskich. W wyniku modernizacji kolejka zyskała dodatkowy pionowy odcinek toru oraz nowe pociągi przyspieszane teraz trzykrotnie przy pomocy napędu elektromagnetycznego (dwukrotnie przodem i raz tyłem, tzw. swing launch). Ponowne otwarcie kolejki pod nową nazwą Top Thrill 2 miało miejsce 4 maja 2024 roku, w 21. rocznicę otwarcia oryginalnego roller coastera.
Jeszcze w maju 2024 roku, niedługo po otwarciu roller coastera w nowej odsłonie, został on ponownie zamknięty z powodu licznych problemów technicznych, wymagających modyfikacji pociągów dostarczonych przez firmę Zamperla. 23 sierpnia 2024 roku park ogłosił oficjalnie, że ponowne otwarcie kolejki dla gości parku spodziewane jest najwcześniej dopiero w sezonie 2025.
Pod koniec marca 2025 roku Top Thrill 2 otrzymał nowe pociągi i rozpoczął przejazdy testowe. Kolejkę przywrócono ostatecznie do normalnego działania w dniu rozpoczęcia nowego sezonu, 3 maja 2025 roku.

## Opis przejazdu

### Top Thrill Dragster
Przed modernizacją tor kolejki, a zarazem sam przejazd, był krótszy i stanowił niższy odpowiednik najwyższej kolejki górskiej świata – Kingda Ka w parku Six Flags Great Adventure. Po opuszczeniu stacji pociąg zatrzymywał się na segmencie startowym, a następnie po krótkiej przerwie był przyspieszany za pomocą napędu hydraulicznego umieszczonego w torze do prędkości nieco ponad 193 km/h w ciągu 4 sekund. Pociąg wspinał się następnie pionowo na główne wzniesienie (top hat), wykonywał obrót wokół osi podłużnej o 90° w prawo i osiągał szczyt wzniesienia. Następnie zjeżdżał ze wzniesienia pionowo w dół, wykonując przy tym obrót o 270° w prawo. Po zjechaniu ze wzniesienia głównego pociąg był wyhamowywany, po czym wykonywał skręt w lewo o 180°, wracając na stację.

### Top Thrill 2
W wyniku modernizacji kolejka została powiększona o dodatkowe pionowe wzniesienie (spike) umieszczone za stacją, o wysokości identycznej z główną wieżą. Po opuszczeniu stacji pociąg wjeżdża poprzez rozjazd na tor główny i zatrzymuje się. Rozjazd następnie przestawia się, umożliwiając wjazd pociągu tyłem na dodatkowe wzniesienie. Napęd elektromagnetyczny rozpędza pociąg trzykrotnie: przodem do 119 km/h, następnie tyłem do 162 km/h, po czym znów przodem, kiedy to osiąga prędkość 193,1 km/h, wystarczającą by pokonać szczyt głównej wieży. Następnie zjeżdża z niej wykonując obrót o 270° w prawo, zostaje wyhamowany, skręca o 180° w lewo i wraca na stację.

### Roll back
Podobnie jak w przypadku kolejki Kingda Ka możliwe jest, że pociąg nie pokona po starcie pierwszego wzniesienia i zjedzie z niego tyłem (ang. roll back). W takim przypadku pociąg jest wyhamowywany na torze startowym, a próba przejazdu zostaje ponowiona.
Na kolejce miała miejsce trzykrotnie rzadka sytuacja, gdy pociąg uzyskał prędkość niewystarczającą do pokonania pierwszego wzniesienia, ale wystarczająco dużą, by utknąć dokładnie na jego szczycie. Sytuacja taka miała miejsce w dniach:
- 24 czerwca 2005[10],
- 25 października 2008[11],
- 25 maja 2009[12].

## Pozycja w rankingach
| Golden Ticket Awards – Top 50 stalowych kolejek górskich | Golden Ticket Awards – Top 50 stalowych kolejek górskich | Golden Ticket Awards – Top 50 stalowych kolejek górskich | Golden Ticket Awards – Top 50 stalowych kolejek górskich | Golden Ticket Awards – Top 50 stalowych kolejek górskich | Golden Ticket Awards – Top 50 stalowych kolejek górskich | Golden Ticket Awards – Top 50 stalowych kolejek górskich | Golden Ticket Awards – Top 50 stalowych kolejek górskich | Golden Ticket Awards – Top 50 stalowych kolejek górskich | Golden Ticket Awards – Top 50 stalowych kolejek górskich | Golden Ticket Awards – Top 50 stalowych kolejek górskich | Golden Ticket Awards – Top 50 stalowych kolejek górskich | Golden Ticket Awards – Top 50 stalowych kolejek górskich | Golden Ticket Awards – Top 50 stalowych kolejek górskich | Golden Ticket Awards – Top 50 stalowych kolejek górskich | Golden Ticket Awards – Top 50 stalowych kolejek górskich | Golden Ticket Awards – Top 50 stalowych kolejek górskich | Golden Ticket Awards – Top 50 stalowych kolejek górskich | Golden Ticket Awards – Top 50 stalowych kolejek górskich |
| -------------------------------------------------------- | -------------------------------------------------------- | -------------------------------------------------------- | -------------------------------------------------------- | -------------------------------------------------------- | -------------------------------------------------------- | -------------------------------------------------------- | -------------------------------------------------------- | -------------------------------------------------------- | -------------------------------------------------------- | -------------------------------------------------------- | -------------------------------------------------------- | -------------------------------------------------------- | -------------------------------------------------------- | -------------------------------------------------------- | -------------------------------------------------------- | -------------------------------------------------------- | -------------------------------------------------------- | -------------------------------------------------------- |
| 2003                                                     | 2004                                                     | 2005                                                     | 2006                                                     | 2007                                                     | 2008                                                     | 2009                                                     | 2010                                                     | 2011                                                     | 2012                                                     | 2013                                                     | 2014                                                     | 2015                                                     | 2016                                                     | 2017                                                     | 2018                                                     | 2019                                                     | 2020                                                     | 2021                                                     |
| 11                                                       | 7                                                        | 7                                                        | 10                                                       | 9                                                        | 9                                                        | 10                                                       | 10                                                       | 9                                                        | 13                                                       | 12                                                       | 19                                                       | 13                                                       | 19                                                       | 17                                                       | 16                                                       | 21                                                       | ×                                                        | 28                                                       |

## Incydenty

### Incydent z 14 lipca 2004 roku
W dniu 14 lipca 2004 roku 4 pasażerów kolejki zostało lekko rannych w wyniku zderzenia z metalowymi odłamkami powstałymi przy zerwaniu się stalowej liny będącej elementem napędu hydraulicznego kolejki.

### Incydent z 7 sierpnia 2016 roku
W dniu 7 sierpnia 2016 roku doszło do przemieszczenia się stalowej liny napędu hydraulicznego kolejki, przez co konieczna była ewakuacja dwóch pasażerów.

### Incydent z 15 sierpnia 2021 roku
W dniu 15 sierpnia 2021 stojąca na ścieżce prowadzącej do wejścia do kolejki kobieta została ugodzona w głowę metalowym odłamkiem, który oderwał się od napędu hydraulicznego kolejki, wskutek czego doznała ona poważnych obrażeń. Prowadzone w tej sprawie przez stan Ohio śledztwo nie wykazało winy parku i zostało umorzone w dniu 18 lutego 2022 roku. Krótko po ogłoszeniu wyniku dochodzenia park zdecydował się jednak nie otwierać kolejki dla gości w sezonie 2022 – do odwołania roller coaster pozostaje nieczynny (SBNO, ang. standing but not operating). W dniu 6 września 2022 park potwierdził, że roller coaster nie zostanie już przywrócony do użytku w obecnej postaci. Kolejka została poddana modernizacji przez włoską firmę Zamperla, w ramach której m.in. wymieniono napęd hydrauliczny na elektromagnetyczny (LSM). W kwietniu 2024 roku postępowanie sądowe przeciwko sieci Cedar Fair wszczęte na wniosek poszkodowanej zostało zakończone ugodą i wypłatą zadośćuczynienia.

## Tematyzacja

### Przed modernizacją
Pociągi stylizowane na pojazdy typu Dragster, a otoczenie stacji na tor wyścigowy. Tor kolejki biało-czerwony, podpory żółte.

### Po modernizacji
Pociągi stylizowane na pojazdy typu Dragster. Tor kolejki biały z czerwonymi elementami, podpory ciemnoszare.